# Chris de Burgh
Chris de Burgh, född Christopher John Davison den 15 oktober 1948 i Venado Tuerto i Santa Fe-provinsen i Argentina, är en brittisk-irländsk musiker och sångare. Han nådde 1986 stora framgångar med The Lady in Red.
På samma album som The Lady in Red (Into the Light (1986)) finns sången For Rosanna, tillägnad de Burghs då tvååriga dotter Rosanna Davison.

## Diskografi
- Far Beyond These Castle Walls... (1975)
- Spanish Train And Other Stories (1975)
- At The End Of A Perfect Day (1977)
- Crusader (1979)
- Eastern Wind (1980)
- Best Moves (samlingsalbum med delvis nytt material) (1981)
- The Getaway (1982)
- Man on the Line (1984)
- Into the Light (1986)
- Flying Colours (1988)
- High On Emotion - Live From Dublin (live) (1990)
- Power Of Ten (1992)
- This Way Up (1994)
- Beautiful Dreams (1995)
- The Love Songs (samlingsalbum med delvis nytt material) (1997)
- Quiet Revolution (1999)
- Timing Is Everything... (2002)
- The Road To Freedom (2004)
- The River Sessions (2-CD, inspelad live i Glasgow 1981-11-08 + intervjuer) (2004)
- Live In Dortmund (live) (2005)
- The Storyman (2006)
- Footsteps (2008)
- Moonfleet & Other Stories (2010)
- Footsteps 2 (2011)
- Home (2012)